# 編物石
編物石（あみものいし）とは、莚（むしろ）や俵（たわら）、編布（アンギン）などを編む際に、編み機から繊維を垂下させるための錘に用いられた自然石である。日本列島では古代から近・現代（昭和時代）まで使用され、遺跡の発掘調査現場では、竪穴建物跡などから検出されることがある。一般に漁労具と考えられている縄文時代の石錘についても、編物石ではないかとする意見がある。

## 概要
藁などの粗い繊維による大型の編物を製作する際に用いられる。横向きにした角材などの編み機に繊維を掛け、繊維の末端に編物石を吊るすことで重力を利用して繊維に張力を与えて編み込む。「ツチノコ」「コモヅチ」「コマ」「ハチニンボウズ」などとも呼ばれる。
民俗学や歴史学の分野では民具（民俗資料）として認知され研究が行われてきたが、表面に打欠きや擦痕などの使用（加工）痕跡をほとんど持たない長楕円形の自然石（礫）であることが多いため、考古学の分野では遺跡の発掘調査現場で出土しても考古資料（遺物）として認識されず、塩野半十郎の回顧によれば、出土時に取り上げの対象とならず遺棄されてしまう場合があったとされる。
今日では、古墳時代から奈良・平安時代の竪穴建物の壁際近くから数十個体がまとまって検出される事例が増え、編物石（遺物）として捉えられるようになった。また縄文時代にみられる、やや扁平な楕円形ないし卵形の石の両端を打ち欠いた石錘（打欠石錘）についても、一般的には漁労具（漁網の錘）と推定されているが、編物石である可能性を指摘する意見がある。